# Gare de Kœnigsmacker
Gare de Kœnigsmacker vasútállomás Franciaországban, Kœnigsmacker településen.

## Vasútvonalak
Az állomást az alábbi vasútvonalak érintik:
- Thionville–Trier-vasútvonal

## Kapcsolódó állomások
A vasútállomáshoz az alábbi állomások vannak a legközelebb:
- Gare de Malling
- Gare de Basse-Ham